# Tiro esportivo nos Jogos Pan-Americanos de 2023 - Pistola de ar 10 m masculino
A competição da pistola de ar 10 m masculino do tiro esportivo nos Jogos Pan-Americanos de 2023 foi disputada em 26 de outubro de 2023 no Polígono de Tiro, em Pudahuel. Um total de 33 atiradores de 20 Comitês Olímpicos Nacionais (CON) participaram do evento.

## Calendário
Horário local (UTC−3).
| Data          | Hora  | Fase           |
| ------------- | ----- | -------------- |
| 26 de outubro | 11:00 | Qualificatória |
| 26 de outubro | 14:30 | Final          |

## Medalhistas
| Ouro   | CAN Tugrul Ozer |
| Prata  | USA James Hall  |
| Bronze | BRA Felipe Wu   |

## Resultados

### Qualificatória
Os oito primeiros atiradores se classificam para a final.
| Pos. | Atirador              | CON                                 | 1  | 2  | 3  | 4  | 5  | 6  | Total   | Notas |
| ---- | --------------------- | ----------------------------------- | -- | -- | -- | -- | -- | -- | ------- | ----- |
| 1    | Albino Jiménez        | EAI Equipe de Atletas Independentes | 94 | 94 | 95 | 97 | 95 | 99 | 574-14x | Q     |
| 2    | Tugrul Ozer           | CAN Canadá                          | 94 | 97 | 98 | 94 | 98 | 93 | 574-9x  | Q     |
| 3    | Felipe Wu             | BRA Brasil                          | 93 | 97 | 95 | 96 | 96 | 96 | 573-19x | Q     |
| 4    | Nick Mowrer           | USA Estados Unidos                  | 97 | 94 | 96 | 95 | 95 | 95 | 572-12x | Q     |
| 5    | Philipe Chateaubriand | BRA Brasil                          | 96 | 95 | 93 | 97 | 92 | 98 | 571-11x | Q     |
| 6    | Fernando Pozo         | ECU Equador                         | 95 | 95 | 94 | 97 | 92 | 96 | 569-13x | Q     |
| 7    | James Hall            | USA Estados Unidos                  | 96 | 95 | 95 | 94 | 94 | 95 | 569-11x | Q     |
| 8    | Jorge Grau            | CUB Cuba                            | 95 | 97 | 95 | 94 | 93 | 95 | 569-9x  | Q     |
| 9    | Yautung Cueva         | ECU Equador                         | 96 | 95 | 95 | 95 | 95 | 91 | 567-13x |       |
| 10   | Marko Carrillo        | PER Peru                            | 94 | 94 | 93 | 92 | 96 | 97 | 566-14x |       |
| 11   | Diego Parra           | CHI Chile                           | 91 | 91 | 98 | 95 | 95 | 96 | 566-11x |       |
| 12   | Carlos González       | MEX México                          | 91 | 95 | 93 | 92 | 97 | 97 | 565-19x |       |
| 13   | Juan Manuel Fragueiro | ARG Argentina                       | 95 | 92 | 94 | 92 | 96 | 96 | 565-15x |       |
| 14   | Luis Ramón López      | PUR Porto Rico                      | 94 | 93 | 95 | 95 | 93 | 93 | 563-13x |       |
| 15   | Daniel Urquiza        | MEX México                          | 92 | 96 | 94 | 94 | 95 | 92 | 563-9x  |       |
| 16   | Rudolf Knijnenburg    | BOL Bolívia                         | 97 | 93 | 96 | 92 | 92 | 93 | 563-8x  |       |
| 17   | Juan Sebastián Rivera | COL Colômbia                        | 91 | 93 | 98 | 94 | 98 | 89 | 563-3x  |       |
| 18   | Kevin Altamirano      | PER Peru                            | 94 | 95 | 95 | 95 | 90 | 93 | 562-9x  |       |
| 19   | Dave Seale            | BAR Barbados                        | 93 | 96 | 95 | 93 | 91 | 93 | 561-13x |       |
| 20   | Philip Elhage         | ARU Aruba                           | 93 | 97 | 94 | 90 | 93 | 94 | 561-12x |       |
| 21   | Douglas Gómez         | VEN Venezuela                       | 95 | 96 | 92 | 91 | 90 | 96 | 560-7x  |       |
| 22   | Alejandro Delgado     | CUB Cuba                            | 95 | 91 | 96 | 92 | 95 | 90 | 559-11x |       |
| 23   | José Luis Gutiérrez   | ESA El Salvador                     | 91 | 90 | 93 | 94 | 95 | 95 | 558-13x |       |
| 24   | Alex Peralta          | COL Colômbia                        | 96 | 86 | 93 | 93 | 97 | 93 | 558-10x |       |
| 25   | Ignacio Díaz          | CHI Chile                           | 92 | 93 | 92 | 94 | 93 | 93 | 557-8x  |       |
| 26   | Claudio Frascone      | PAR Paraguai                        | 88 | 91 | 92 | 95 | 94 | 95 | 555-13x |       |
| 27   | Ricardo Valencia      | MEX México                          | 94 | 93 | 91 | 93 | 90 | 94 | 555-7x  |       |
| 28   | Jorge Pimentel        | ESA El Salvador                     | 91 | 92 | 93 | 90 | 92 | 96 | 554-6x  |       |
| 29   | José Castillo         | EAI Equipe de Atletas Independentes | 91 | 91 | 93 | 94 | 91 | 92 | 552-8x  |       |
| 30   | Javier Medina         | PUR Porto Rico                      | 92 | 90 | 93 | 89 | 93 | 94 | 551-10x |       |
| 31   | Iván Cruz             | ARG Argentina                       | 93 | 95 | 93 | 94 | 86 | 90 | 551-8x  |       |
| 32   | Edwin Barberena       | NCA Nicarágua                       | 90 | 93 | 90 | 91 | 92 | 93 | 549-11x |       |
| 33   | Juan Campos           | PAN Panamá                          | 92 | 87 | 88 | 90 | 95 | 88 | 540-7x  |       |

### Final
| Pos.              | Atirador                  | 1º estágio | 1º estágio | 2º estágio – eliminação | 2º estágio – eliminação | 2º estágio – eliminação | 2º estágio – eliminação | 2º estágio – eliminação | 2º estágio – eliminação | 2º estágio – eliminação | Total | Notas                            |
| ----------------- | ------------------------- | ---------- | ---------- | ----------------------- | ----------------------- | ----------------------- | ----------------------- | ----------------------- | ----------------------- | ----------------------- | ----- | -------------------------------- |
| Medalha de ouro   | CAN Tugrul Ozer           | 48.7       | 98.6       | 118.5                   | 138.8                   | 160.2                   | 180.1                   | 200.3                   | 221.0                   | 9.8 9.7                 | 240.5 | Recorde dos Jogos Pan-Americanos |
| Medalha de prata  | USA James Hall            | 49.6       | 100.5      | 119.1                   | 139.6                   | 159.6                   | 180.8                   | 200.8                   | 218.9                   | 10.2                    | 239.3 |                                  |
| Medalha de bronze | BRA Felipe Wu             | 48.7       | 96.7       | 116.1                   | 135.7                   | 155.4                   | 176.0                   | 195.2                   | 10.0 10.1               | —                       | 215.3 |                                  |
| 4                 | BRA Philipe Chateaubriand | 49.1       | 96.7       | 114.7                   | 135.5                   | 155.6                   | 175.6                   | 9.5 7.5                 | —                       | —                       | 192.6 |                                  |
| 5                 | USA Nick Mowrer           | 50.8       | 100.4      | 118.1                   | 137.9                   | 157.1                   | 9.2                     | —                       | —                       | —                       | 175.5 |                                  |
| 6                 | ECU Fernando Pozo         | 47.4       | 95.7       | 114.3                   | 133.2                   | 10.5 9.2                | —                       | —                       | —                       | —                       | 152.9 |                                  |
| 7                 | CUB Jorge Grau            | 46.9       | 94.5       | 115.1                   | 8.9 7.4                 | —                       | —                       | —                       | —                       | —                       | 131.4 |                                  |
| 8                 | EAI Albino Jiménez        | 48.3       | 94.2       | 10.6 9.4                | —                       | —                       | —                       | —                       | —                       | —                       | 114.2 |                                  |